# تربوسیچ
تربوسیچ (به لاتین: Třebusice) یک سکونتگاه مسکونی در جمهوری چک است که در شهرستان کلادنو واقع شده‌است.